# Escairón
Escairón es una villa española situada en la parroquia de Villasante, del municipio de Saviñao, en la provincia de Lugo, Galicia. Ostenta la capitalidad municipal.

## Comunicaciones
El principal acceso a Escairón es el corredor CG-2.1 que pasa al sur de la localidad y une Chantada con Monforte de Lemos. Por el centro de Escairón pasa la LU-617, que realiza el mismo recorrido pasando por las distintas localidades. Hacia el norte parte una carretera a Currelos y hacia el sur otra que llega a Ferreira de Pantón.

## Demografía
| Gráfica de evolución demográfica de Escairón entre 2000 y 2021 |
|                                                                |
| Datos según el nomenclátor publicado por el INE.               |

## Economía
En Escairón hay feria los días 8 y 19 de cada mes. En la localidad está asentada la empresa Adegas Moure.

## Festividades
Las fiestas patronales se celebran durante la primera semana del mes de agosto, en honor a la Virgen de los Dolores. Estas fiestas duran cuatro o cinco días y en ellas cada noche se celebran conciertos, habiendo visitado el pueblo cantantes como David Bustamante, Patricia Manterola, Tamara Seisdedos, Raúl, Lucía Pérez, Kiko Rivera y muchas orquestas. También durante las fiestas hay atracciones de feria y juegos para los niños. Además de esto una mañana se dedica a competiciones deportivas: maratón, carrera de sacos y carrera de «bicicleta lenta».
Pero sobre todo se caracterizan por la «carreira de burros» que se celebra la mañana del último día de fiesta. Es una carrera de burros que montan sus respectivos jinetes en la que se dan vueltas al campo de fútbol viejo y que acoge a un gran número de público, habiendo premio para el ganador y el segundo y tercer puestos. A continuación se realiza la tradicional competición del tiro de cuerda por parroquias.